# Вторая гражданская война в Самоа
Вторая гражданская война в Самоа — вооружённый конфликт между соперничающими группировками самоанцев, который произошёл в 1898—1899 годах на островах Самоанского архипелага, расположенного в Тихом океане.

## Ход войны
После смерти короля Самоа Лаупепа в 1898 году его постоянный соперник Матаафа (умер в 1912 году) возвратился из ссылки на борту германского военного корабля «Бисмарк» под командованием корветтен-капитана Карла Дайнхарда и был провозглашён королём Самоа, став фактически германской марионеткой. Американские и британские консулы выступили против него, в результате чего к власти пришёл сын усопшего короля Танумафили.
Между самоанцами вспыхнули разногласия; в январе 1899 года в столице Апиа начались беспорядки, в том числе уличные драки, мародёрство, были подожжены многие здания.
Американский адмирал Кауц вмешался в эту войну, обстреливая сторонников Матаафы с кораблей и высылая вместе с британцами военные экспедиции. Государственный секретарь США Джон Хей предложил Великобританию и Германии послать на острова тройственную комиссию. Прибыв в Апиа весной 1899 года, эта комиссия ликвидировала королевскую власть на Самоа и установила перемирие. 
Вслед за тем германское правительство предложило США поделить острова.

## Итоги
Согласно Тройственному соглашению 1899 года, западные острова Самоанского архипелага были переданы Германии, из которых наиболее важными являлись Савайи и Уполу (на нём расположена Апиа); США были переданы восточные острова архипелага (Американское Самоа, на острове Тутуила расположена столица — Паго-Паго); британские войска с островов вывели с целью признания прав Великобритании на Тонга и Соломоновы Острова.